# Gianni Poli
Pier Giovanni Poli  dit Gianni Poli (né le 5 novembre 1957 à Lumezzane) est un athlète italien, spécialiste des courses de fond, vainqueur du marathon de New York en 1986.

## Biographie

### Palmarès
| Date | Compétition           | Lieu      | Résultat | Épreuve  | Temps               |
| ---- | --------------------- | --------- | -------- | -------- | ------------------- |
| 1983 | Championnats du monde | Helsinki  | 7e       | Marathon | 2 h 11 min 5 s (NR) |
| 1986 | Championnats d'Europe | Stuttgart | 13e      | Marathon | 2 h 15 min 25 s     |
| 1986 | Marathon de New York  | New York  | 1er      | Marathon | 2 h 11 min 6 s      |
| 1990 | Championnats d'Europe | Split     | 2e       | Marathon | 2 h 14 min 55 s     |

### Records
| Épreuve  | Performance    | Lieu     | Date         |
| -------- | -------------- | -------- | ------------ |
| Marathon | 2 h 11 min 5 s | Helsinki | 14 août 1983 |